# Cria Pútrida Europeia

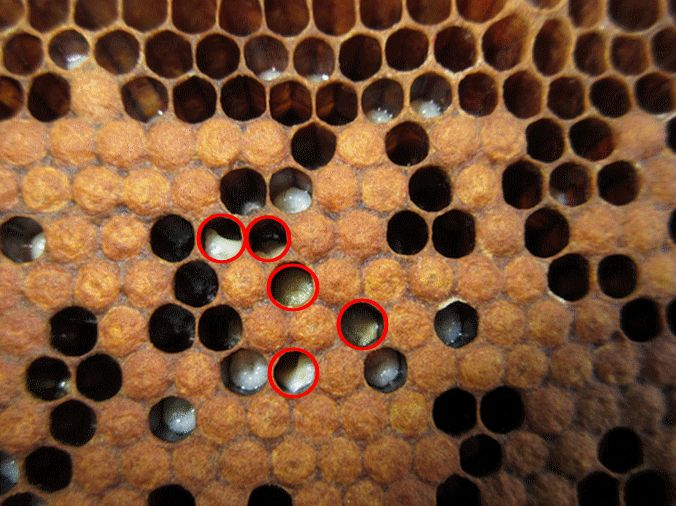
Quadro com sinais de loque europeia

Cria Pútrida Europeia ou Loque europeia é uma doença das abelhas melíferas. É uma doença que ataca as larvas e pupas de abelhas.
O agente causador é uma bactéria Melissococcus pluton  não formadora de esporos. Esta bactéria é um tipo de coco de forma lanceoladas oval, com um comprimento de 1 mícron ou mais, de cadeia linear ou formam colônias pequenas. Como não formam esporos, é menos perigosa do que a cria pútrida americana. O período de incubação da doença é de 15 dias e sua presença é detectada quando a colonia cresce em população. Vários microrganismos bacterianos podem agir de forma independente ou em conjunto, dependendo das circunstâncias, associados ao Melissococcus pluton, são eles o Melissococcus alvei, Achromobacter Euridyce, Streptococcus faecalis, Bacillus laterosporus e Bacillus Orfeu.
Sendo o Melissococus pluton o verdadeiro agente da doença, uma vez que é a primeira bactéria que é determinada, enquanto que os outros agentes invasores são secundários. Esta bactéria é resistente à acidez da geleia real (pH = 3,4), no qual não se desenvolvem outras bactérias. Mas quando as larvas são maiores e começam a alimentar com a mistura de mel e pólen que são menos ácidos que a geleia real, então aparecem as outras bactérias secundárias.
Infecções subclínicas são comuns e requerem diagnóstico laboratorial.
A infecção é enzoótica por causa da contaminação mecânica dos favos de mel e por consequência, pode reaparecer nos próximos anos. As larvas de abelhas infectadas morrem em um ou dois dias antes da célula ser operculada ou após a operculação, mas antes da transformação em pupa. As larvas doentes se enrolam no fundo das células, até que elas morrem.
Quando as abelhas operários detectam larvas mortas, rapidamente elas limparam as células dos favos, então observa-se a a distribuição desuniforme das crias no favo.
As larvas ficam flácidas, e formam um goma filamentosa inferior a 2,5 cm (filamento menor que o identificado na cria pútrida americana) quando tocadas com om palito, passando de branco leitoso para amarelada e depois para castanho. Pode-se observar com uma luz de fundo o sistema traqueal  das larvas. Formasse uma massa líquida, produzindo uma cheiro de ranço ou azedo como vinagre, embora haja casos em que não há nenhum cheiro. Não há aderência das larvas as células do favo de mel, e uma vez secas saem dos favos os bater-los, estando na parte inferior das células.

## Ciclo de vida
As larvas de poucos dias são infectadas por alimentos contaminados fornecidos pelas abelhas operárias que tratam as crias. As bactérias multiplicam rapidamente no intestino, causando a morte das larvas. Abelhas operárias que limpam as células ao limpar e remover os restos de larvas mortas ficam contaminadas com as bactérias, passando ás abelhas operárias que tratam as crias por trofalaxia, e estas transferem as bactérias para larvas ao alimentá-las.

## Técnicas de diagnóstico
- Microscopia: A partir de larvas mortas, se expõe o intestino das larvas, sobre uma lâmina ficando as baterias expostas, e intestinos de cor branco. Os intestinos de larvas saudáveis têm um marrom dourado. Em solução aquosa as bactérias podem ser colorizadas com coloração de Gram.

## Tratamento preventivo
Como nos casos de Cria Pútrida Americana, usa-se o tratamento com antibiótico (Oxitetraciclina), a doença deve ser diagnosticada corretamente, antes de qualquer ação.
O comportamento higiênico da abelha é um fator preventivo. Realizar a substituição do caixilho com o favo na câmara de criação para reduzir o número de organismos é muito importante.

O tratamento com antibióticos contamina o mel e é a causa de rejeição para exportação em muitos países. No Chile, não é recomendado o uso de antibióticos. Tratamentos profiláticos com antibióticos não são recomendados como eles levam a bactérias resistentes.